# Ле Тетю, Гийом
Гийо́м Ле Тетю́ (фр. Guillaume Le Testu или Le Têtu; ок. 1509—1573) — французский мореплаватель, картограф и пират.

## Биография
Гийом Ле Тетю родился около 1509 года в нормандском посёлке Гранд-Крик, на месте которого в 1517 году будет основан город Гавр. В молодые годы служил лоцманом в порту Дьепа, где, вероятно, обучался в Дьепской картографической школе под руководством Пьера Деселье.
В 1540-х годах, вероятно, принимал участие в некоторых морских экспедициях, данных о которых не сохранилось. Некоторые источники приписывали открытие Ле Тетю северной части Австралии около 1531 года, поскольку он изобразил этот континент на своих картах, но нет никаких документальных свидетельств в пользу этой версии — вероятнее всего, он лишь перерисовал очертания Неведомой Южной Земли с других дьепских карт.
В 1550 или 1551 году отправился в первую морскую экспедицию, о которой сохранились документальные свидетельства. Экспедиция, в которой принимал участие также Андре Теве, направилась в Новый свет. Ле Тетю прошёл вдоль побережья современной Бразилии до устья реки Гуанабары — того места, где сегодня располагается город Рио-де-Жанейро — после чего вернулся на родину, прибыв в Дьеп в июле 1552 года. Во время путешествия он производил картографические изыскания, но также не гнушался пиратством — это было принято у нормандских мореплавателей той эпохи; так, в районе острова Тринидад он встретил два португальских корабля и напал на них, стычка, однако, закончилась безрезультатно для обеих сторон. В 1552—1556 годах Ле Тетю предпринял ещё ряд экспедиций в Южную Америку.

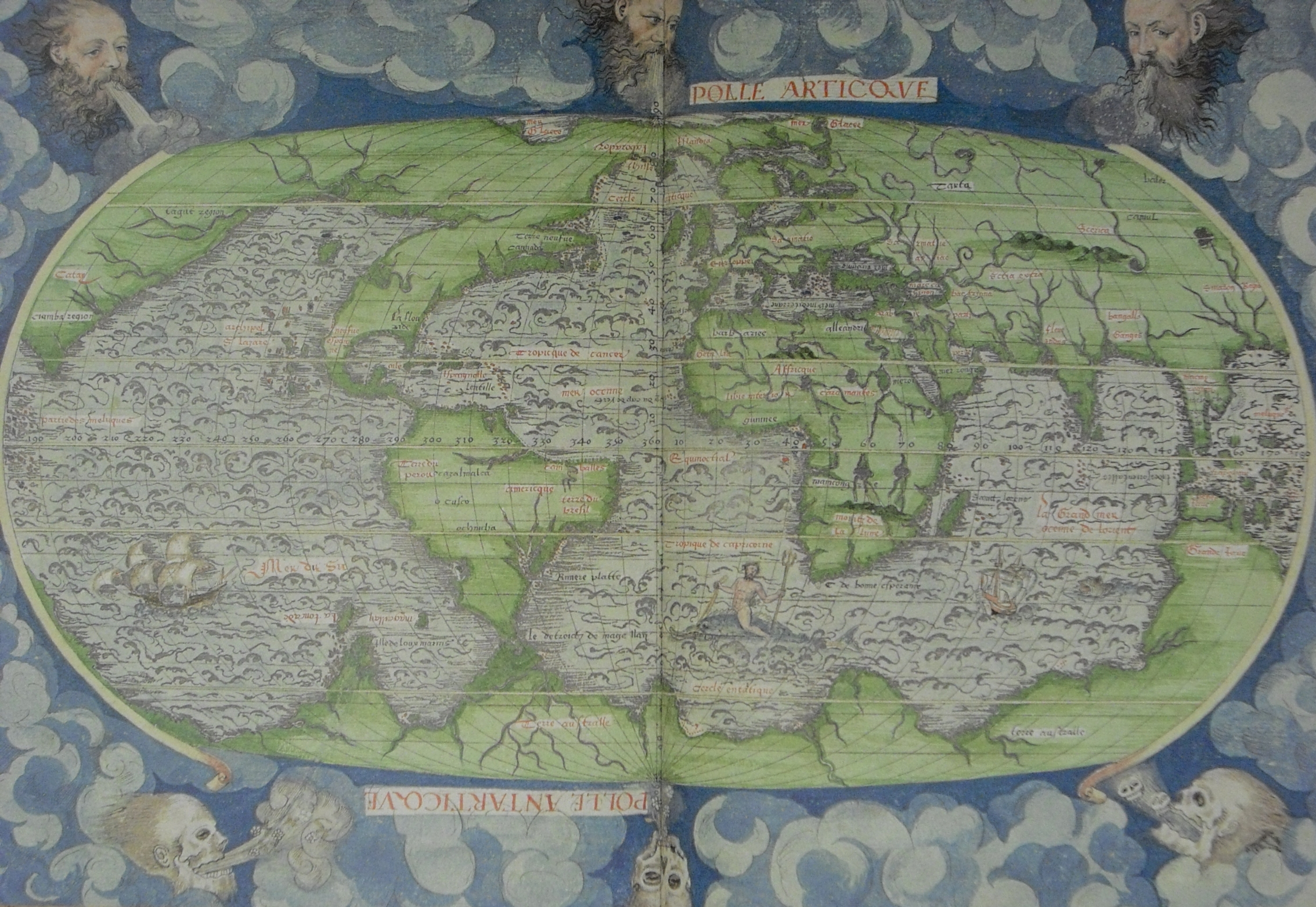
Карта мира Ле Тетю из его «Вселенской космографии»

В 1555—1556 годах составил атлас из 56 карт, названный им «Вселенской космографией», который посвятил адмиралу Колиньи. Для того времени это был важнейший источник географической информации, который наверняка помог Колиньи в выработке его стратегии французской колониальной экспансии в Атлантике.
Между 1556 и 1566 годами Ле Тетю был удостоен звания королевского лоцмана (фр. pilote royal) в порту Гавра — это звание присваивалось королём лучшему моряку порта, который вместе с портовыми офицерами имел право определять порядок движения всех судов в порту и осуществлял надзор за деятельностью всех лоцманов.
Гийом Ле Тетю был капитаном одного из трёх кораблей, доставивших в 1557 году к устью Гуанабары экспедицию Николя Дюрана де Вильганьона, которая должна была основать французскую колонию Антарктическая Франция. После разгрома Антарктической Франции португальцами в 1560 году Ле Тетю активно занялся пиратством в отношении португальских и испанских судов в районе Антильских островов.
В 1567 году он встал на сторону гугенотов в шедших в то время во Франции религиозных войнах и, возможно, сам перешёл в протестантскую веру, так что к меркантильным интересам в нападении на суда католических Испании и Португалии добавился, вероятно, мотив религиозный. В 1570 году он был схвачен испанскими властями, осуждён за многократное нападение на испанские суда и их грабёж и препровождён в тюрьму на территории Испанских Нидерландов. Узнав об этом, французский король Карл IX передал через своего посланника в Испании королю Испании Филиппу II требование освободить Гийома Ле Тетю, называя выдвинутые против того обвинения «чистой клеветой». Филипп II ответил отказом, о чём французский посланник сообщил своему королю, присовокупив к этому информацию о том, что «они [испанцы] морят его [Ле Тетю] голодом в своей тюрьме». На это Карл IX с возмущением написал испанскому правителю, что если Ле Тетю умрёт в тюрьме, то он [французский король] будет «очень недоволен и будет иметь повод для большого негодования». В конце концов, после года препирательств, Филипп II уступил и помиловал пирата.
После освобождения из тюрьмы Ле Тетю вернулся на Антильские острова и принялся с ещё большим усердием мстить испанцам за свои унижения. В 1573 году Филиппо Строцци, итальянец на французской службе, снарядил за свой счёт корабль водоизмещением 30 (согласно записям Екатерины Медичи) или 70 тонн (согласно записям Андре Теве) и направил его на американский континент с целью рекогносцировки. Капитаном корабля был поставлен Гийом Ле Тетю. Однако Ле Тетю предпринял экспедицию в район города Номбре-де-Дьос на территории современной Панамы, куда испанцы доставляли на мулах золото и серебро из Перу, чтобы перегрузить его на суда и отправить в метрополию. Во главе группы из 23 человек из своего экипажа и людей союзного ему в этом предприятии англичанина Фрэнсиса Дрейка, Ле Тетю напал на караван, который охраняли около 50 человек испанцев. В завязавшейся стычке Ле Тетю был убит из аркебузы кем-то из испанцев. По словам Теве, он был единственным погибшим в этой вылазке, а добыча французов и англичан составила «столько золота, сколько они смогли унести».
В источниках упоминается также пират Жеральд Ле Тетю (или Тетю), который был, вероятно, сыном или племянником Гийома Ле Тетю.

## Карты
Известны два картографических продукта Гийома Ле Тетю:
- Карта мира из двух полушарий (фр. Mappemonde en deux hémisphères; 1555—1556), см. на сайте Национальной библиотеки Франции.
- «Вселенская космография, согласно древним и современным мореплавателям» (фр. Cosmographie universelle, selon les navigateurs tant anciens que modernes; 1556) — атлас из 56 карт, см. на сайте Национальной библиотеки Франции.